# Eugène Goossens (pare)
Eugène Goossens   (Bruges, 25 de febrer de 1845 - Liverpool, 30 de desembre de 1906) va ser un director d'orquestra belga.

## Biografia
Va estudiar música de petit a l'església de Nostra Senyora de Bruges i després al Conservatori de Bruges. Als catorze anys, va ser admès al conservatori de Brussel·les, on va estudiar composició.
Va dirigir companyies d'òpera per tota Europa, traslladant-se a Anglaterra el 1873. Allà va dirigir per a la companyia de Selina Dolaro sota la direcció de Richard D'Oyly Carte el 1876. El maig de 1878, per a Carte, va dirigir The Sorcerer de Gilbert i Sullivan i també va dirigir H.M.S. Pinafore el juliol i l'agost de 1878, mentre Alfred Cellier assistia Arthur Sullivan als concerts de promenade a Covent Garden. També va dirigir una "actuació operística especial" de H.M.S. Pinafore al Crystal Palace el 6 de juliol de 1878.
Goossens es va fer famós com a director musical de la Carl Rosa Opera Company, per a la qual va dirigir la primera representació anglesa de Tannhäuser de Richard Wagner, a Liverpool el 1882. Va esdevenir director principal de Carl Rosa el 1889. Va dirigir la companyia de Rosa en una representació magistral, el novembre de 1892, de La Fille du régiment per a la reina Victòria al castell de Balmoral.
Va ser el pare del director i violinista Eugène Goossens i avi del director i compositor Eugene Goossens, les arpistes Marie i Sidonie Goossens i l'oboista Léon Goossens.
A principis de la dècada de 1890, es va traslladar a Liverpool, on va fundar el "Goossens Male-voice Choir", va exercir d'organista i director de cor a l'església catòlica romana de Santa Anna i va ensenyar cant. Va morir a Liverpool el 1906 als 61 anys.